# ハリケーン・ブレット
ハリケーン・ブレットは、1999年の大西洋ハリケーンシーズンに発生したカテゴリー4の強さの5つハリケーンのうち、最初に発生したハリケーンであり、1989年のハリケーン・ジェリー以来、ハリケーンとしての勢力を維持したままテキサスに上陸した初の熱帯低気圧である。 8月18日に熱帯波から発生したハリケーン・ブレットは、カンペチェ湾の弱い操舵流の中で徐々に発達していった。 8月20日までに、北向きに進み始め、8月21日に急激に勢力を増した。勢力増大後、ハリケーン・ブレットは最大勢力に達し、風速145マイル/時（233km/時）および気圧944mbar（hPa; 27.9 inHg）を記録した。同日遅くに、ハリケーンはカテゴリー3に精力を弱め、テキサス州パドレ島に上陸した。その後まもなく、ハリケーンはさらに弱まり、内陸を進んだのち、熱帯低気圧化した。ハリケーンは最終的に8月26日未明にメキシコ北部で消滅した。
ハリケーン・ブレットの接近に伴い、テキサスの海岸線沿いの都市が警戒体制を敷き、18万人の住民に避難要請が出された。地域全体に多数の避難所が開かれ、刑務所の囚人の避難も行われた。ハリケーン到来の数日前に、NHCはハリケーン注意報を発令、その後、テキサスとメキシコ国境近くの地域に警報を発令した。ハリケーンの際に住民が橋を渡らないようにするため、バリアー島の町に通じる主要道路が通行止めとなった。メキシコでは、約7,000人がはハリケーンに備えて沿岸地域から避難した。さらにめキシコ当局は、大規模洪水が発生した場合に備えて、北部地域に数百の避難所を設置した。
ハリケーン・ブレットは人口の少ない地域に上陸したため、その強さの割に被害は比較的少なかった。しかしながら、ハリケーンによりテキサスで4人、メキシコで3人の計7人が死亡した。死者のほとんどは、滑りやすい道路による自動車事故によるものであった。上陸後、ハリケーンはテキサス州のマタゴルダ島で最大8.8フィート (2.7 m)高潮を引き起こした。ハリケーンによる大雨はテキサスで最大13.18インチ（335mm）を記録し、メキシコでは14インチ（360mm）を記録したと推定されている。被災地の多く地域で、家屋が半壊または全壊し、約150人が家を失った。ハリケーンによる被害総額は1500万ドルである。

## 気象史
ブレットは、8月5日にアフリカ西海岸から離れて移動した熱帯波から発生した。熱帯波はほぼ西向きに進み、8月15日にカリブ海西部で上空低気圧と交わり、低気圧地域を生み出した。低気圧の周りで対流活動が活発化し、8月18日までに低気圧はユカタン半島上空を覆うまでに発達した。その日遅くカンペチェ湾で大気の乱れが確認され、ハリケーン・ハンターの観測飛行により、低気圧が熱帯低気圧（tropical depression）に発達したことが中部標準時午後1時（協定世界時18時）に明らかになった。1990年に発生した3番目の熱帯低気圧であった。 当初、ウインドシアの影響により熱帯的圧はゆっくりと不規則に動いており、勢力は強まらなかった。   しかしながら、8月19日になるとウインドシアが弱まり、低気圧中心部に深い対流が発生した。その日遅く、国立ハリケーンセンター（NHC）はこの低気圧のカテゴリーを熱帯性暴風雨（torpical storm）に引き上げ、ブレットという名称を割り当てました。  ブレットは、数日間をかけて徐々に北に進みながら、勢力を強めていった。 8月20日の朝になると、降雨帯が形成され始めた。 

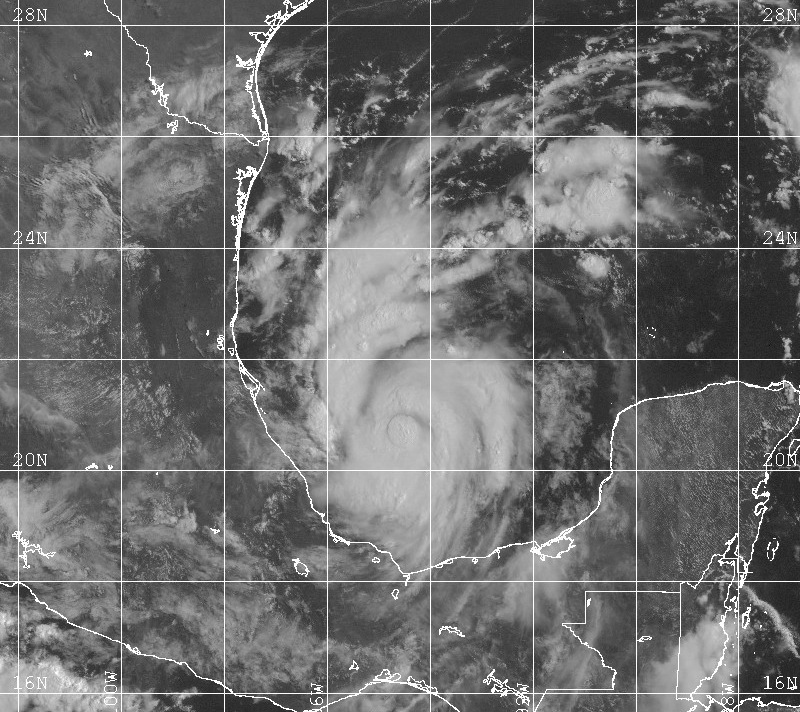
カンペチェ湾で発生する熱帯低気圧ブレット

8月20日の夕方、ハリケーン・ハンターの観測飛行調査により75マイル毎時 (121 km/h)の風速が確認されたことを受け、ブレットはハリケーンとして認定された。タイミングをほぼ同じくして、中層の気圧の尾根の影響のもと、ブレットは北北西に進路を定めた。 翌日、ブレットは急速に勢力を強め、台風の目がはっきりと確認できるようになった。  8月22日の朝、ブレットは最大の勢力にまで発達、風速145マイル毎時 (233 km/h)、気圧944mbar（hP; 27.9inHg）を記録し、カテゴリー4のハリケーンとなった。 その後まもなく、ブレットの西側に位置する気圧の谷の上層で、雲のパターンが崩れ始めた。 
8月22日、ブレットはメキシコ湾上の対流圏の尾根とリオ・グランデ・バレー上の対流圏の循環に影響を受け、北西方向に進路を変えた。 上陸の数時間前に、ハリケーンはカテゴリー3に精力を弱め、移動速度がゆっくりになった。  中部標準時午後7時頃（協定世界時8月23日0時）、ブレットは風速115マイル毎時 (185 km/h)、および気圧951mbar（hPa; 28.1 in Hg）でテキサス州パドレ島を通過、上陸した。 ブレットは内陸に移動すると急速に勢力が弱まり、上陸から約12時間後、ブレットは熱帯暴風雨となった。 8月23日夕方にはさらに勢力が弱まり、熱帯低気圧となった。ブレットによる雲は8月26日まで残っていたが、その後メキシコ北部の山岳部で消滅した。 

## 避難準備

### テキサス

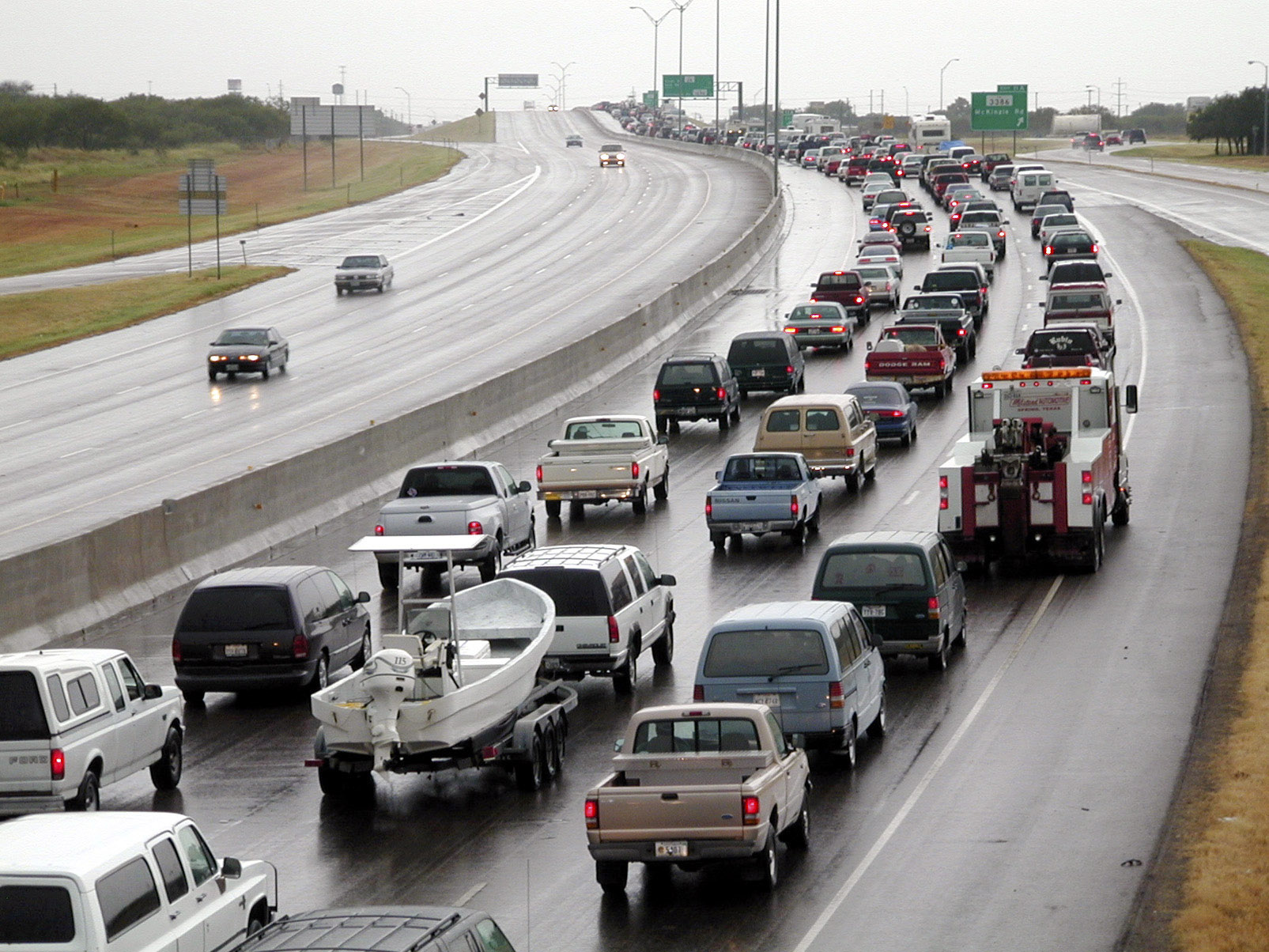
8月22日高速道路37号線でコーパスクリスティから避難する住民らの車による渋滞

8月21日、ブレットがテキサスの海岸線に近づくとはじめて予報されると、NHCはメキシコの国境とテキサス州バフィン湾の間の沿岸地域にハリケーン注意報を発令した。数時間後、ハリケーンの勢力が強くなり、接近地域に直接的な脅威をもたらす恐れが高まったことから、注意報は警報へと引き上げられた。これにより、熱帯低気圧警報とハリケーン注意報がバフィン湾から北部のポートアランサスまでの地域に発令された。翌日、ハリケーン警報の対象地域がポートオコナーにまで拡大され、注意勧告地域はフリーポートにまで広げられた。ブレットの上陸直前、ポートオコナーとフリーポートの間の地域に発令されていたハリケーン注意報は取り下げられた。ポートアランサスからポートオコナーにわたる地域に発令されていたハリケーン警報は、ブレット上陸の数時間後に、ハリケーン勢力の弱体化したことにより、取り下げられた。 8月23日までに、ハリケーンに関連するすべての注意報と警報が取り下げられた。 
8月22日になると、テキサス州コーパスクリスティの市当局は、ブレットが重大な脅威になりうると判断し、非常事態を宣言した。何万人もの住民らに対して、沿岸地域から離れ地元の避難所やさらに内陸の親戚の元へ避難するよう勧告が出された。 州内の推定18万人がハリケーン上陸前に避難したと推定されている。 コーパスクリスティ国際空港は8月22日正午に閉鎖された。同日、テキサス州道361号線とポートアランサスの波止場が閉鎖された。 ハリケーン接近地域の高速道路では、大規模避難とガスや非常物資を求める車の列で長い渋滞が発生した。 8月23日から数日の間、3つの学校、3つの大学関連機関が休校となった。 
サンアントニオ地域に11箇所の避難所が開設され、合計で3,525人を収容することができた。約325人の囚人が、ハリケーンに対する耐久性がないと判定されたニュエセス郡の刑務所から避難することになった。ハリケーン接近地域に地域に駐在していた約1,000人の水兵が、ハリケーン接近前にが米国軍艦インチョン（USS Inchon）に乗り込み避難した。もともと本来、この軍艦は嵐の海上を航海することを目的とし設計されていたが、修理作業が十分に行われておらず、出港することができなかった。のちの報告によると、軍艦には45日間分の船員用物資が積まれていたという。 8月22日中部夏時間午後12時までに、ムスタング島とパドレ島からの避難が完了し、その後地元当局は島に出入りする道路を閉鎖、島周辺地域の安全が確認されるまで島への立ち入りを禁止した。コーパスクリスティの市当局は、ハリケーン接近に便乗した不当な値上げを取り締まる勧告を出した。 

### メキシコ
メキシコでは、暴風雨に備えて、政府当局は中小規模の船舶が停泊するメキシコ湾沿いの18の港を閉鎖した。 メキシコ北部では、何千人もの住民に対して低地からの避難が勧告され、500箇所以上の避難所が開設された。メキシコ軍、赤十字、および消防士は、ハリケーン接近時の緊急通報に対処するために待機状態に置かれた。  8月22日、タマウリパス州で非常事態宣言が発令された。 翌日23日、緊急事態に迅速に対応するために、少なくとも120人の消防士がヌエボレオン州モンテレーに派遣された。メキシコ政府は、ハリケーンの被害を直接的に受けると予想されていた市民らの安全を最優先した。 約7,000人の漁師がテキサス国境近くの沿岸地域から避難した。マタモロスでは、さらに31箇所の避難所が開設された。 メキシコ北部の学校は数日間閉校となった。 

## ハリケーンによる被害

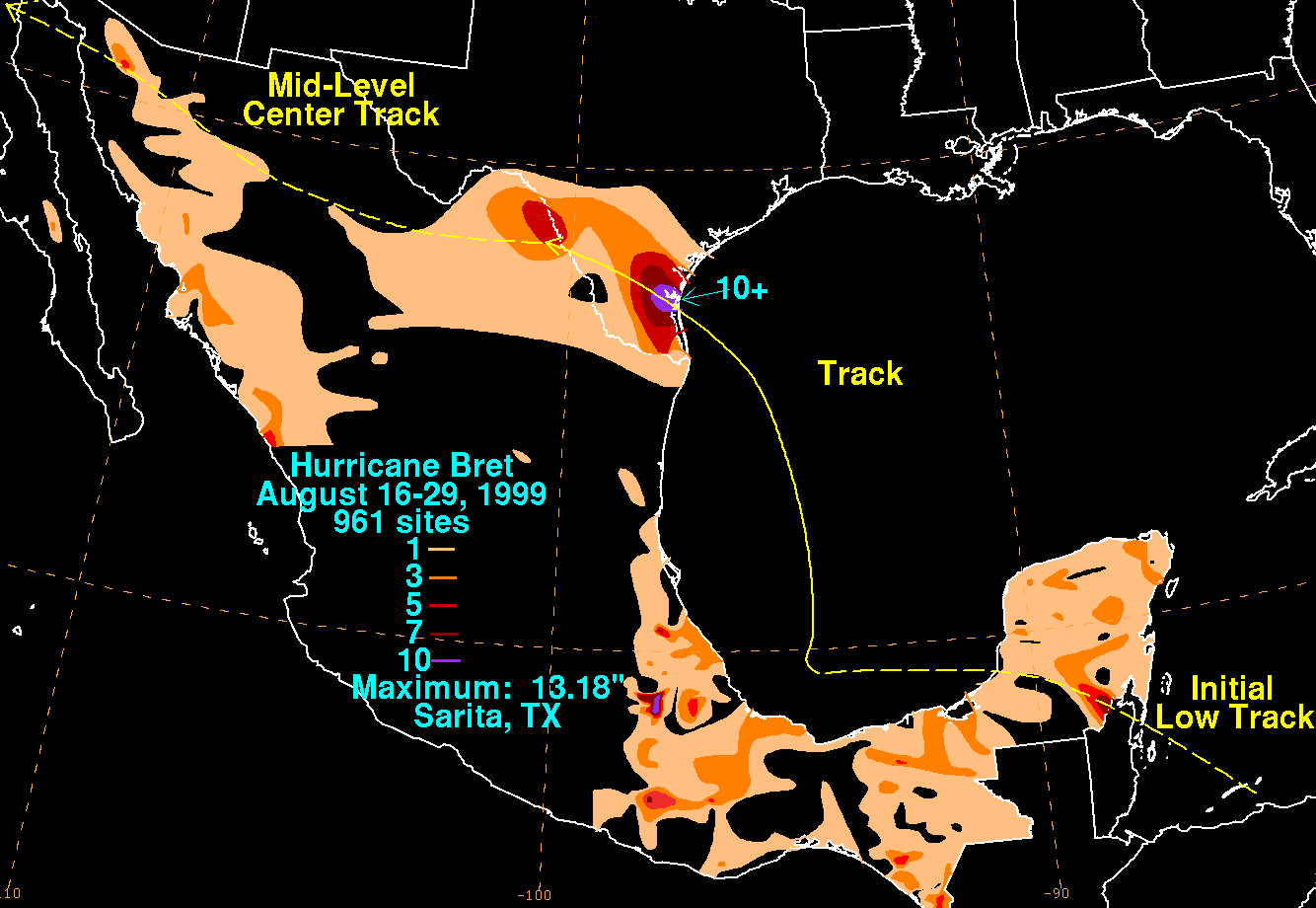
メキシコとテキサスのハリケーンブレットによる降雨量合計

### メキシコ
熱帯低気圧に発達する前、 擾乱から発生した雨雲がユカタン半島全体に雨を降らせ、7インチ（180mm）を超える降水量を記録した地域もあった 。 カンペチェ湾で低気圧の動きがゆっくりとなったことで、 低気圧の外側の雨雲の帯の影響を受け、カンペチェ湾岸地域でも雨が降った。 ブレットはテキサスとメキシコの国境近くに上陸したが、ブレットが小型のハリケーンだったため、メキシコへの影響は限定的だった。ヌエボレオンでは、24時間の間に推定14インチ（360mm）の降水量を記録し、タマウリパスにも同量の降水量を記録したという。 タマウリパス州、ヌエボレオン州、コアウイラ州では、洪水による道路が流され、10つの村が孤立した。 正面衝突でハリケーンの影響による正面衝突事故で、10人家族全員が負傷した。 ノガレスでは、大雨に降り道路に水が溜まり渋滞が発生、また強風により電源供給ラインがダウンした。 ハリケーン上陸前の難中、避難する人たちの下敷きになり、1人死亡した。上陸後、電力線によって男性が1人感電死し、洪水で男性が1人溺死しました。  町のカデレイタでは鉄砲水が発生し150人が家を失い、街はの大部分が冠水した。 

### テキサス

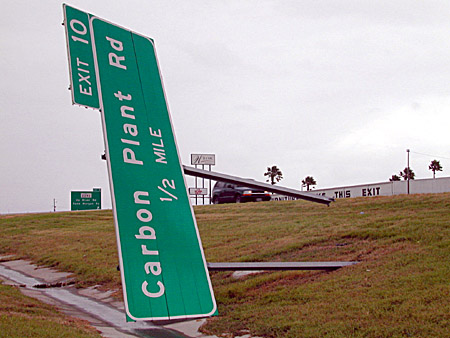
コーパスクリスティの州間高速道路37号線に沿いの吹き飛ばされた標識

ハリケーン・ブレットが上陸により、テキサス州マタゴルダ島では8.8フィート（2.7 m）の高潮が発生した。ガルベストン周辺では、ハリケーンによる大波により、小規模な海岸侵食が記録された。 パドレ島には12の新しい入り江が形成され、そのうちの1つはマンスフィールドパスと間違われるほどの大きさであった。 狭い地域で非常に多い降水量を記録し、特にケネディ郡中央部では13.18インチ（355 mm）の降水量が記録された。 陸地で記録された最低気圧は、ブルックス郡空港の976mbar（28.8 inHg）である。 大雨によりアランサス川では急速に洪水位に達し、リオグランデ川のメキシコ湾の近く川流域で超規模な洪水が発生した。コーパスクリスティ近くのビーチでは、 40立方フィート (1.1 m3)  の砂が失われた。 ハリケーンの強風により、約24.7エーカー (10.0 ha) の耕作地が破壊された。 
ケネディ郡の電気塔が損傷による停電により、何千人もの人々が電気を失った。 ハリケーンの最盛期には、テキサス州南部の64,000人もの人々が停電の影響を受けたと推定されている。 米国国道281号線（英語版）の道路の一部が洪水の被害に遭い、50,000ドル相当の損害を出した。 コーパスクリスティの被害額は10万ドルと推定されている。デュバル郡では、200戸の家屋が洪水により被害を受け、広大な農地が洪水に見舞われた。郡内の被害額は約200万ドルであった。 他のハリケーン上陸中にテキサス州内では藤田スケールF0レベルの竜巻が5つ発生した。 コーパスクリスティの家屋や企業への被害額は最大50万ドルに及ぶと推定されている。また、農業被害は100万ドルに達し、さらに50万ドルもの損害が生じたと報告されている。 ハリケーンによるの大雨で路面が滑りやすくなったことで、トラックとトラクターの衝突事故が起き、4人が死亡した。 テキサス南部全体でそう被害額は1500万ドルに及ぶとされている。 

## ハリケーンの爪痕

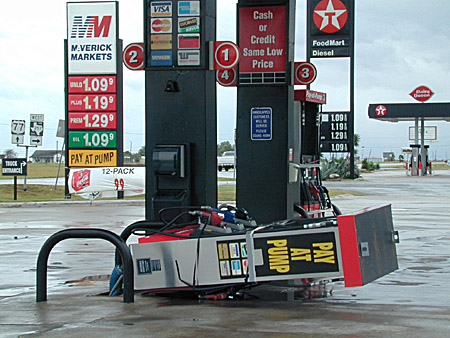
ハリケーンブレットによって吹き飛ばされたテキサス州のガスポンプ

8月23日、連邦緊急事態管理庁（FEMA）は、主に災害対応チームから717人の要員を米国被災地に派遣した。 翌日、564人の州兵がテキサス州に配備された。 ハリケーンの翌日には、多くの蚊や他の昆虫が水が溜まっている地域に産卵、これにより虫の数が急増した。当局は、虫が媒介する病気が発生する可能性を最小限に抑えるために殺虫剤を散布した。  8月25日までに、ブレットに備えて開設された避難所は閉鎖され、住民達は家に帰ることを許可された。  8月26日、ビル・クリントン大統領は、ブルックス、デュバル、ジムウェルズ、ウェッブの各郡を主要な災害宣言地域に追加した。これにより、これらの郡の住民は連邦政府の援助金を受け取ることができるようになった。 
公共施設、道路、水道管の再建事業を迅速に行うため、9月3日に再建事業資金が増額された。 翌日、被災した郡に災害復旧センターが12箇所開設され、郡の住民は連邦資金を申請できるようになった。  9月9日には、テキサス南部の住民のためにさらに2箇所の災害復旧センターが開設された。 その日遅く、合計831,593.28ドルの災害住宅補助金が影響を受けた住民に支給された。  9月15日に、約10,200人が災害ローンを申請した。申請された災害ローンの総額は310万ドルであった。合計167人が連邦緊急管理庁（FEM）から緊急救助を受けた。 コーパスクリスティでは、暴風雨により街中に瓦礫が散乱し、瓦礫の撤去作業に20万ドルの費用がかかった。 
顕著な被害を与えたハリケーン名は命名リストから削除されることが通例だが、ブレットは削除されなかった。これは、ハリケーンブレットが人口が非常に少ないケネディ郡に上陸したこと、またこの規模のハリケーンとしては建造物に対する被害がはるかに少なかったことが理由である。